# 前田岳彦
前田 岳彦（まえだ たけひこ）は、ヘヴィメタル/ハードロック専門の音楽雑誌BURRN!の編集部員。

## 人物
- BURRN!編集部加入前はフリーの音楽ライターであった。「METAL GEAR」において記事を執筆していたこともある。
- 1992年6月号より正式に編集部員として加入。アルバムのライナーノーツも多数執筆している。

## 著書
- ヘヴィ・メタル・ギタリスト烈伝（1987年 シンコー・ミュージック）

| スタブアイコン | サブスタブ | この項目は、まだ閲覧者の調べものの参照としては役立たない、文人（小説家・詩人・歌人・俳人・作詞家・作家・放送作家・随筆家（コラムニスト）・文芸評論家）に関連した書きかけの項目です。この項目を加筆・訂正などしてくださる協力者を求めています（P:文学/PJ:作家）。 |